# Leon Jespersen
Leon Marker Tang Jespersen (født 1953) er en dansk historiker, lic.phil., der var arkivar og seniorforsker ved Rigsarkivet fra 1997 til 2019.

## Uddannelse
Jespersen tog hovedfagseksamen i historie ved Odense Universitet i 1979 og blev lic.phil. samme sted i 1983 med afhandlingen Aptari se tempori summa est prudentia om de statsretlige brydninger i 1500- og 1600-tallet.

## Karriere
I årene 1980-1995 underviste han i perioder på Historisk Institut ved Odense Universitet i bl.a. Danmarks, Nordens, Spaniens, Nederlandenes og Europas historie i tidlig-moderne tid (1500-1600-tallet). I 1997 blev han ansat som arkivar og seniorforsker ved Rigsarkivet, hvor han arbejdede, indtil han gik på pension i marts 2019.
Han har været medredaktør af Danmarks Adels Aarbog og Arkiv, ansvarshavende redaktør af Zise 2002-2003 og lokalredaktør af Nordisk Arkivnyt. Han er medlem af Selskabet for Udgivelse af Kilder til Dansk Historie og siden 18. april 2012 Det kongelige danske Selskab for Fædrelandets Historie. Jespersen har også deltaget i forskningsnetværket Gender in European Towns ved Syddansk Universitet:
| Citat | In his research, Leon Jespersen has primarily dealt with early modern Danish and Scandinavian history. Among other things, he has participated in a pan-scandinavian project on the early modern Scandinavian state. In general, he has investigated structural changes in early modern society. Several studies deal with the recruitement of officeholders, constitutional problems and conspicuous consumption. In the present network, he will deal with sumptuary laws, gender and cities in Scandinavia during the 17th and 18th centuries. | Citat |
|       | |       |

Jespersen er specialist i Christian 4.s tidsalder og har forsket i dansk og nordisk historie i 15-1600-tallet og har blandt andet skrevet om skatteforvaltning i Dansk forvaltningshistorie (2000), om beskatningen i Norden i en fælles nordisk publikation A Revolution from Above? (2000) og i Dansk Skattehistorie III (2004). Han er bedst kendt for at introducere magtstatbegrebet i dansk historieskrivning, og hans omfattende bidrag dertil findes blandt andet omtalt i anmeldelser af udgivelserne Stænder og magtstat (1989), Samfundsplanlægning i 1950'erne (2008) og Stormen på København (2009).
I 2018 fungerede Jespersen som styregruppemedlem og oplægsholder i planlægningen og afholdelsen af Nordiske Arkivdage 2018, der løb af stablen i Reykjavik. Han har desuden bidraget til udgivelsen af kilder til den islandske Landkommission 1770-1771 sammen med Hrefna Róbertsdóttir, Jóhanna Þ. Guðmundsdóttir, Christina Folke Ax, Steen Ousager, Jóhannes B. Sigtryggsson og Helgi Skúli Kjartansson.

## Forfatterskab

### Bøger
- Aptari se tempori summa est prudentia. De statsretlige brydninger i 15- og 1600-tallet. Odense, 1983. Upubliceret licentiatafhandling.
- De fede år. Odense 1559-1660. Odense bys historie 2. I samarbejde med Erling Ladewig Petersen og Knud J. V. Jespersen. Odense Universitetsforlag, 1984.
- Stænder og magtstat. De politiske brydninger i 1648 og 1660. I samarbejde med Asger Svane-Knudsen. Odense Universitetsforlag, 1989. ISBN 87-7492-728-0.
- (red.) Dansk forvaltningshistorie. Stat, forvaltning og samfund. Bind 1: Fra middelalderen til 1901. I samarbejde med Erling Ladewig Petersen. København: Jurist- og Økonomforbundet, 2000. ISBN 87-574-7691-8.
- (red.) A Revolution from Above? The Power State of 16th and 17th Century Scandinavia. Odense University Press, 2000. ISBN 87-7838-407-9.
- At skikke sig efter tiden er den største klogskab... To betænkninger fra 1658-1660. København: Selskabet for Udgivelse af Kilder til Dansk Historie, 2004. ISBN 87-7500-194-2.
- Som jeg har ment mit fædreland det vel. Rigsråd Christen Skeels politiske optegnelser 1649-1659. I samarbejde med Christian Larsen. København: Selskabet for Udgivelse af Kilder til Dansk Historie, 2004. ISBN 87-7500-193-4.
- Dansk Skattehistorie III: Adelsvældens skatter 1536-1660. Told- og Skattehistorisk Selskab, 2004.
- (red.) Samfundsplanlægning i 1950'erne. Tradition eller tilløb? Administrationshistoriske Studier 17. I samarbejde med Else Hansen. København: Museum Tusculanums Forlag, 2008. ISBN 978-87-635-0979-4.
- (red.) Stormen på København. Den svenske belejring 1658-1660. Kultur og Historie 1. I samarbejde med Peter Wessel Hansen. Københavns Stadsarkiv, 2009. ISBN 8789457277.
- Aktstykker og Oplysninger til Rigsrådets og Stændermødernes Historie i Frederik III's Tid. Tredje bind (1654-60). I samarbejde med Christian Larsen. København: Selskabet for Udgivelse af Kilder til Dansk Historie, 2013. ISBN 978-87-7500-215-3.

### Udvalgte artikler
- "Landkommissærinstitutionen i Christian IV's tid: Rekruttering og funktion." Historisk Tidsskrift 81 (1): 69-100. 1981-01-01. ISSN 0106-4991
- "1600-tallets danske magtstat." I Magtstaten i Norden i 1600-tallet og dens sociale konsekvenser. Rapporter til den XIX nordiske historikerkongres Odense 1984. Bind I, redigeret af Erling Ladewig Petersen, 9-40. Odense: Odense Universitetsforlag, 1984.
- "The Machtstaat in Seventeenth-century Denmark." Scandinavian Journal of History 10 (4): 217-304. 1985. doi:10.1080/03468758508579069. ISSN 0346-8755.
- "Skitse til magtstatsprojekt: Forfatnings- og kontrolsystemet." I Skiss til maktstatsprojekt. Sektionsrapport til XX nordiska historikerkongressen, redigeret af Erling Ladewig Petersen, 29-64. Reykjavik, 1987.
- "Den københavnske privilegiesag 1658-1661 og magtstatens fremvækst. Nogle udviklingslinier." I Kustbygd och centralmakt 1560-1721. Studier i centrum-periferi under svensk stormaktstid, redigeret af Nils Erik Villstrand, 157-183. Helsingfors: Svenska litteratursällskapet i Finland, 1987. ISBN 9519018395.
- "Ryresolutionen og den jyske borgerbevægelse 1629." Historie/Jyske Samlinger Ny række 17 (1): 1-34. 1989-01-01. ISSN 0107-4725.
- "Forbuds-Danmark anno 1600." Siden Saxo 1990 (4): 26-34. ISSN 0109-6028.
- "Christen Skeel og adelsvælden. Kildemateriale – personalhistorie – strukturændringer." Historie/Jyske Samlinger Ny række 18 (2): 219-247. 1991-01-01. ISSN 0107-4725.
- "Office and Offence. Crisis and Structural Transformation in 17th‐century Scandinavia. I. Scandinavia and the Crisis of the 17th Century." Scandinavian Journal of History 18 (2): 97-120. 1993. doi:10.1080/03468759308579250. ISSN 0346-8755.

- "Otto Skeels rejseinstruks 1652. Adel, uddannelse og standsfunktion under adelsvælden." Historie/Jyske Samlinger 1994 (1): 249-272. ISSN 0107-4725.
- "Teokrati og kontraktlære. Et aspekt af de statsretlige brydninger ved Frederik 3.s kroning." I Struktur og funktion. Festskrift til Erling Ladewig Petersen, redigeret af Carsten Due-Nielsen m.fl., 169-186. Odense, 1994.
- "Knud Fabricius og den monarkiske bølge. Nogle kommentarer til de statsretlige brydninger i 15-1600-tallets Danmark." Historie/Jyske Samlinger 1997 (1): 54-85. ISSN 0107-4725.
- "Statuskonsumption og luksuslovgivning i Danmark og Sverige i 1600-tallet – en skitse." I 1600-talets ansikte, redigeret af Sten Åke Nilsson og Margareta Ramsay, 169-195. Nyhamnsläge: Gyllenstiernska Krapperupstiftelsen, 1997.
- "Adel, hof og embede i adelsvældens tid." I Riget, Magten og Æren. Den Danske Adel 1350-1660, redigeret af Per Ingesman og Jens Villiam Jensen. Aarhus: Aarhus Universitetsforlag, 2001. ISBN 87-7288-693-5.
- "Indledning om det 17. århundrede (1600-1660)." I Riget, Magten og Æren. Den Danske Adel 1350-1660, redigeret af Per Ingesman og Jens Villiam Jensen. Aarhus: Aarhus Universitetsforlag, 2001. ISBN 87-7288-693-5.
- "Court and Nobility in Early Modern Denmark." Scandinavian Journal of History 27 (3): 129-142. 2002-09-01. doi:10.1080/03468750260258518. ISSN 0346-8755.
- "Magtstatens transformationer – et svar." Historisk Tidsskrift 108 (2): 477-483. 2008-12-01. ISSN 0106-4991
- "Roskildefreden og danske historikere." I Roskildefreden 1658 – i perspektiv, redigeret af Hanne Sanders og Per Karlsson. Roskilde Museums Forlag, 2009. ISBN 978-87-88563-12-2.
- "At være, at ville og at have. Træk af luksuslovgivningen i Danmark i 15-1600-tallet." temp – tidsskrift for historie 1: 31-58. 2010. ISSN 1904-9587.
- "Gabriel Knudsen Akeleyes vejledning for udlandsrejsende." Danske Magazin 51 (2): 453-481. 2012. ISSN 0070-2846.
- "Språkmöten i det tidigmoderna Norden. Isländska och finnska bönder i interaktion med överheten", i samarbejde med Nils Erik Villstrand, i Nordens historiker. En vänbok till Harald Gustafsson, redigeret af Erik Bodensten et al., 79-95. Historiska institutionen, Lunds Universitet, 2018. ISBN 978-91-88473-60-8.